# Júnisz Mahmúd
Júnisz Mahmúd Halaf (arabul: يونس محمود خلف; el-Dibsz, 1983. február 3. –) türkmén származású iraki válogatott labdarúgócsatár
Irak legtöbb válogatottsággal rendelkező játékosa. 2002-től 2016-ig 148-szor lépett pályára, az összecsapásokon 57 gólt lőtt. Ő volt a 2007-es Ázsia-kupa-győztes együttes csapatkapitánya.